# موسی کهتیان
موسی کهتیان (به انگلیسی: Moosa Khatiyan) یک منطقهٔ مسکونی در پاکستان است که در ناحیه حیدرآباد، سند واقع شده‌است.